# Alfred Bachmann (Schauspieler)
Alfred Bachmann, eigentlich Hermann Gorsall (17. April 1867 in Jarskendorf, Regierungsbezirk Königsberg – 21. November 1905 in Potsdam) war ein Theaterschauspieler.

## Leben
Bachmann, Sohn eines Predigers, begann seine Bühnenlaufbahn in Görlitz 1877. Danach wirkte er am Stralsunder Theater, in Regensburg, Sondershausen, Lübeck, Stettin, Main, Chemnitz, Königsberg (1896–1899) und ging ans Hoftheater Darmstadt im Jahr 1900. 1901 wechselte er nach Stettin und kehrte 1903 nach Königsberg zurück.